# Sirvienta

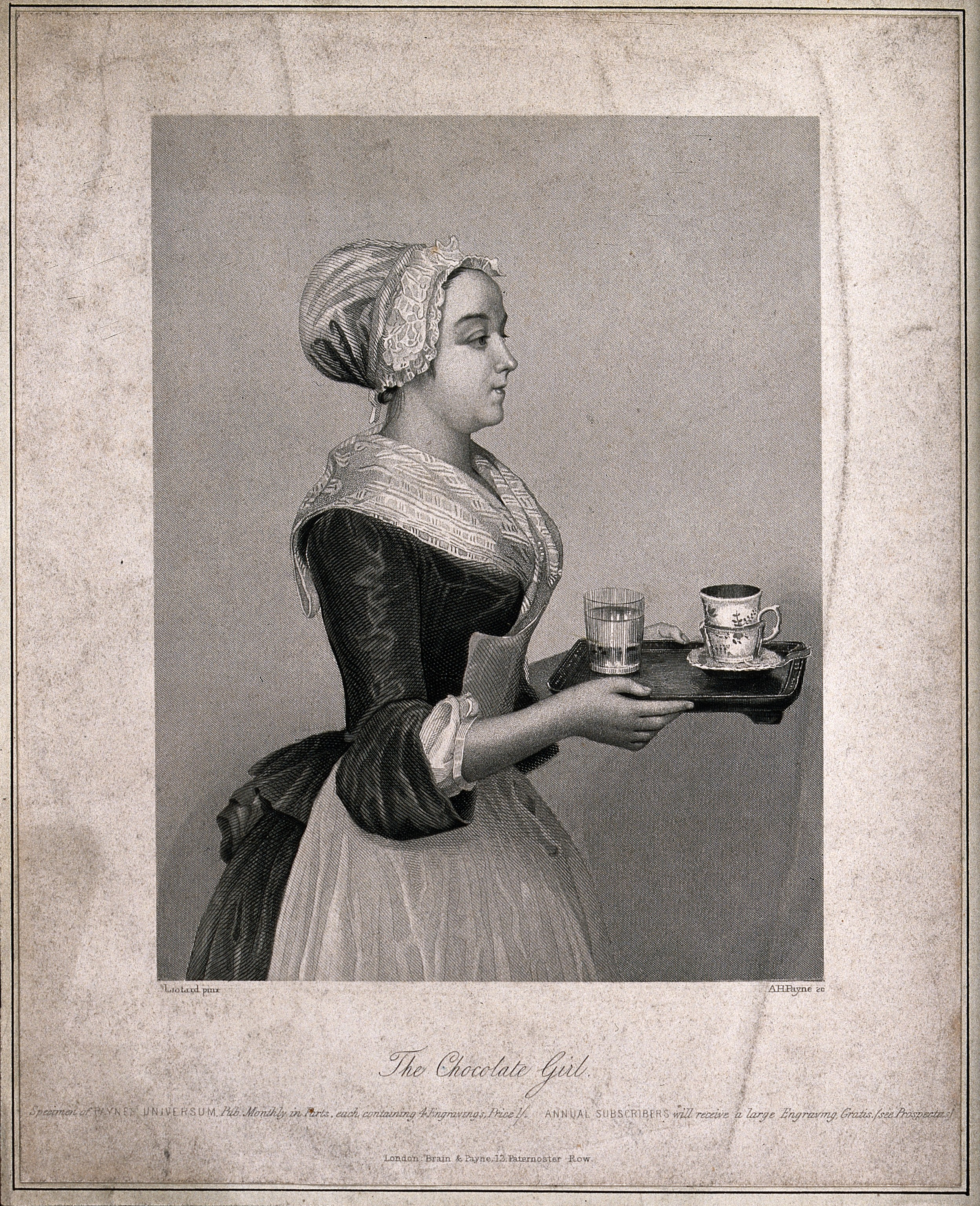
Grabado de una camarera o sirvienta con el servicio del chocolate, a partir de una pintura original de Jean-Étienne Liotard.

Sirvienta, criada, asistenta, camarera, fámula, muchacha, mucama (Mx, Ni, Cu, RD, Pe, Py, Ar, Ur) o cachifa (Ve, Ec:O) en ocasiones asimilable a nana o niñera, imilla, etcétera, se usa para referirse a la trabajadora doméstica que realiza tareas del hogar.

## Historia de las empleadas del hogar o sirvientas
En la sociedad preindustrial y hasta el siglo XX formaba parte de una estructura jerárquica dentro de las casas o mansiones de clase alta o clase media; con el desarrollo social de la sociedad postindustrial y la mejora de las condiciones laborales, las implicaciones negativas de este oficio se han relativizado, aunque no desaparecido de forma total.

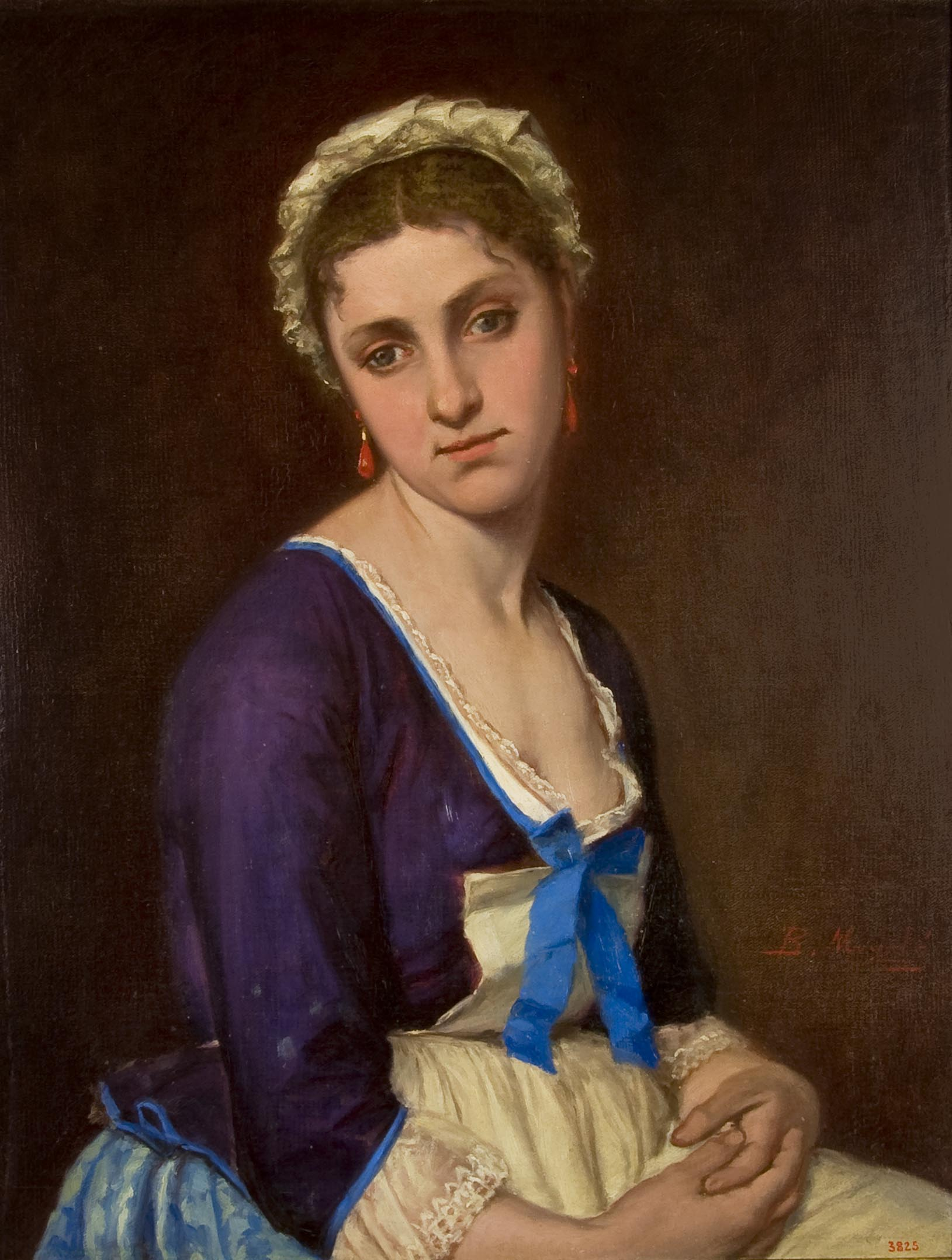
"Camarera" de Benito Mercadé, 1876. Biblioteca Museo Víctor Balaguer

## Tareas de las trabajadoras domésticas
Las sirvientas realizan tareas domésticas tales como cocinar, planchado y lavado de la ropa, limpieza de la casa, comprar la comida, pasear al perro, servir mesa, cumplir mandados -recados-, limpiar los vidrios, limpiar los inodoros, atender el teléfono, ordenar la ropa, ordenar la casa y cuidar a los niños (niñera). En algunos casos, las sirvientas asumen el rol de enfermera para cuidar a las personas mayores o con discapacidades físicas. Muchas sirvientas deben portar un traje de sirvienta o uniforme (cofia, bata, delantales, guantes).

## Dedicación de las trabajadoras domésticas

### Trabajadoras externas
Las denominadas empleadas de hogar "externas" o "asistentas externas" pueden tener contratos a tiempo completo -jornada laboral que marque la ley-, habitualmente durante 5 días a la semana, o ser contratadas por una parte de la jornada completa diaria y también por horas en días señalados -uno, dos o tres día semanales- según la legislación laboral en vigor de cada país. 

### Trabajadoras internas o de planta
Las denominadas empleadas del hogar "internas" o "de planta" viven la mayor parte de su tiempo y duermen en casa del empleador o empleador, y trabajan los días fijados en el contrato, habitualmente 5 de los 7 días de la semana, disponiendo del fin de semana como descanso legal reconocido. Disponen diariamente de todas las tardes libres o unas horas libres diarias determinadas por ley (según el tipo de contrato y las relaciones laborales en vigor en cada país).